# Project Semicolon
Project Semicolon -stilizzato come Project ;- o Progetto Punto e Virgola in italiano, è il nome di una organizzazione no-profit il cui obiettivo è di prevenire il suicidio. Fondato nel 2013, il movimento ha l'obiettivo di "presentare speranza e amore a quelli che combattono contro depressione, suicidio, dipendenze o tendenze autolesive". I suoi membri sono noti per l'utilizzo di tatuaggi rappresentanti il simbolo punto e virgola (;, da cui l'organizzazione prende il nome) come segno di solidarietà nei confronti delle persone che combattono contro patologie psichiatriche o verso chi ha perso una persona cara a causa del suicidio.
Il movimento è aperto a persone di differenti credi religiosi e non.

## Storia
L'organizzazione è stata fondata nel 2013 da Amy Bleuel, in onore del padre, morto per suicidio nel 2013. Raggiunge la notorietà nel Luglio 2015, quando diverse persone iniziano a pubblicare sui social media foto di tatuaggi rappresentanti il punto e virgola per supportare il movimento, ottenendo quindi l'attenzione di varie testate giornalistiche statunitensi e mondiali.
Amy Bleuel sottolinea, all'inizio della campagna presidenziale del 2016, che le hotline anti-suicidio hanno riportato un maggiore numero di segnalazioni. 
Un libro intitolato Progetto Punto e Virgola: La tua storia non è finita è stato rilasciato il 5 Settembre 2017 dalla HarperCollins. È una raccolta di storie e foto condivise dalla comunità online della organizzazione.

### Amy Bleuel
Amy Bleuel nasce nel Wisconsin e, dopo il divorzio dei genitori avvenuto quando lei ha sei anni, va a vivere con il padre e con la sua compagna. Da quel momento subisce numerosi abusi fisici dalla matrigna e, all'età di 8 anni, viene presa in carico dai servizi sociali. Inizia a ferirsi da sola, e tenta il suicidio, dopo essere stata abusata sessualmente a 10 anni e violentata quando ne aveva 13. A 18 anni il padre commette suicidio e lei esce dal sistema dei servizi sociali. Nei primi anni di college la Bleuel subisce violenza altre due volte e effettua un aborto, soffre di alcolismo e commette almeno 5 tentati suicidi. 
Amy Bleuel muore il 23 Marzo 2017, a 31 anni. La causa ufficiale del decesso è il suicidio. Era sentimentalmente legata al suo partner, David.

## Scopo
Il Project Semicolon ha lo scopo di ridurre il numero di suicidi sia negli Stati Uniti che in tutto il mondo, ma i suoi membri non sono professionisti psicologi o psichiatri. Piuttosto, incoraggiano coloro i quali stanno soffrendo di tendenze suicidiarie a chiamare hotline di emergenza dedicate allo scopo e/o a cercare l'aiuto di professionisti.
Il simbolo ; è stato scelto perché "il punto e virgola viene usato da un autore quando avrebbe potuto finire la frase, ma ha deciso di non farlo. L'autore sei tu e la frase è la tua vita".

## Supporto
L'attrice Selena Gomez si è tatuata un punto e virgola sul polso per commemorare la première di 13 Reasons Why, serie TV Netflix di cui lei è co-produttrice esecutiva, gesto poi ripetuto dagli stessi attori della serie, Alisha Boe e Tommy Dorfman.